# Peter Rost (handbollsspelare)
Peter Rost, född 29 juli 1951 i Leipzig, är en tysk tidigare handbollsspelare som tävlade för Östtysklands landslag. Han spelade 216 landskamper och gjorde 339 mål.
Han var med och tog OS-guld 1980 i Moskva.
Han är gift med tidigare handbollsspelaren Christina Rost och far till tidigare fotbollsmålvakten Frank Rost.